# Гурково (Софийская область)
Гурково (болг. Гурково) — село в Болгарии. Находится в Софийской области, входит в общину Ботевград. Население составляет 269 человек (2022).

## Политическая ситуация
В местном кметстве Гурково, в состав которого входит Гурково, должность кмета (старосты) исполняет Иванка Маринова Ценева (Болгарская социалистическая партия (БСП)) по результатам выборов.
Кмет (мэр) общины Ботевград — Георги Цветанов Георгиев (коалиция партий:гражданский союз за новую Болгарию, национальное движение «Симеон Второй» (НДСВ), Болгарская социал-демократия (БСД)) по результатам выборов.